# Warcisław Ier de Poméranie
Warcislaw Ier (en polonais : Warcisław ; en allemand : Wartislaw), décédé vers 1147/1148 près de Stolpe, fut un prince souverain en Poméranie. Il est l'ancêtre de la dynastie ducale des Griffon ayant régné sur la Poméranie occidentale jusqu'en 1637.

## Biographie
L'origine de Warcislaw n'est pas connu ; il pourrait être un descendant du prince Świętopełk de Poméranie qui, selon la chronique de Gallus Anonymus, est vaincu par le souverain polonais Boleslas III Bouche-Torse vers 1112 et est contraint de lui donner son fils en otage. 
Dans le cadre d'une autre expédition contre les Poméraniens en 1121/1122, Boleslas III conquiert l'estuaire de l'Oder avec la résidence de Szczecin et Warcislaw s'est vu contraint de rendre un hommage de vassalité au royaume de Pologne. Il s’est sans doute converti au christianisme à Mersebourg. C’est à l'initiative de Boleslas III et Warcislaw que l’évêque Othon de Bamberg dirige une mission de christianisation de la Poméranie de 1124 à 1125. Othon, l’« apôtre de la Poméranie », était une nouvelle fois en mission en 1128, cette fois-ci sous la protection de Lothaire de Supplinbourg, roi des Romains, et du margrave Albert l'Ours. Au jour de la Pentecôte, la noblesse poméranienne s'assemblée à Usedom pour adopte le christianisme. En 1140, un évêché est fondé à Wolin. 
Pendant son règne, Warcislaw réorganise son État en s’inspirant du modèle polonais. En même temps, il visait à gagner en indépendance de Boleslas III, se faisant un vassal de l'empereur Lothaire. Il agrandit son territoire aux dépens des Lutici à l'ouest.
Selon des indications différentes, Warcislaw meurt entre 1135 et 1148, prétendument assassiné par des insurgés païens. Son frère Racibor Ier lui succède. En 1153, l'abbaye de Stolpe est fondée à proximité de l'endroit où Warcislaw est tué.

## Unions et descendance
Warcislaw s'est marié deux fois: sa première épouse s'appelle Heila, peut-être une membre de la dynastie des Welf (maison de Brunswick) ; sa seconde femme, Ida, est selon certaines sources une princesse danoise. Il est le père des ducs Bogusław Ier et Casimir Ier de Poméranie.